# Club Nacional (Paraguay)
El Club Nacional es una entidad deportiva con sede en barrio Obrero de la ciudad de Asunción que se desempeña en la Primera División de Paraguay.
Fue fundado el 5 de junio de 1904 por estudiantes del Colegio Nacional de la Capital (el cual habría sido la inspiración para el nombre, camiseta y escudo), teniendo como actividad principal al fútbol profesional. Aunque también promueve la práctica de otros deportes. 
Es uno de los cinco clubes fundadores de la Asociación Paraguaya de Fútbol, en la cual milita en la primera división. Se halla entre los cinco equipos que han conquistado más campeonatos nacionales, con nueve títulos regulares además de otros torneos oficiales y amistosos. A nivel internacional su mayor logro lo constituye haber disputado las finales de la Copa Libertadores 2014, en su séptima participación en la misma.
Sus partidos de local los oficia en su emblemático Estadio Arsenio Erico, cuyo nombre se debe al exjugador considerado el mejor futbolista paraguayo de todos los tiempos, además de ser el máximo goleador histórico de la primera división de Argentina, en la que participó marcando para el club Independiente. 
El club disputa el clásico de Barrio Obrero enfrentando a Cerro Porteño.

## Historia

### Coyuntura política
Entre los años 1904 y 1912, se vivió uno de los períodos históricos más azarosos de la vida paraguaya, solo desde 1908 se habían sucedido siete presidentes y estallado cuatro sangrientas revoluciones campales.
A principios del siglo XX, el coronel Juan Antonio Escurra asumió constitucionalmente el poder el día martes 25 de noviembre de 1902, día de la Jura de la Constitución de 1870. Pese a su nueva tendencia reformista, este régimen colorado, gastado por tantos años de gobierno, se debatía en el vacío. La "vieja guardia" encabezada por José Segundo Decoud fue desplazada y el presidente Juan Antonio Escurra apeló a los elementos jóvenes del coloradismo que se hallaba debilitado por la profunda división entre "caballeristas" y "egusquizistas". Pero como en el país había evidentes signos de descomposición política, fue difícil recomponer una fuerza de poder en unidad granítica, cohesionada y disuasiva.
Entretanto, en una de las tantas anarquías reinantes, las dos facciones del Partido Liberal, "cívicos" y "radicales", se reunieron bajo la dirección del general Benigno Ferreira, y el día lunes 8 de agosto de 1904 iniciaron una revolución campal para tomar el poder.
Los sublevados establecieron su cuartel general en Villa del Pilar, y el movimiento se extendió rápidamente por todo el país. Tras algunos intentos de conciliación, que resultaron infructuosos, el día lunes 12 de diciembre de 1904 y con la mediación de representantes de Argentina y Brasil, se ajustó y concretó el "Pacto de Pilcomayo", en virtud del cual Juan Bautista Gaona asumía siete días después (lunes, 19 de diciembre de 1904) la Presidencia de la República. El Partido Liberal se hizo cargo de la dirección política del país por más de 30 años ininterrumpidos. A pesar de todo, en un año particularmente difícil para el Paraguay, en medio de una gran inestabilidad política y la consecuente intranquilidad generalizada de la población, unos "imberbes adolescentes", como desoyendo las "discordias" de sus mayores, protagonizaron un capítulo importantísimo para la posteridad de nuestro fútbol.
A pesar de todo lo acontecido en la cotidianeidad paraguaya, dos meses antes de que estallara la revolución donde falleciera –alevosamente asesinado– el insigne presidente del "Foot Ball Club Olimpia" don Lucio Sila Godoy, el día viernes 18 de noviembre de 1904, se fundaba el segundo club del fútbol local, cuyos ideólogos provenían en su totalidad de la máxima institución de enseñanza: el Colegio Nacional.
El club se fundó el día domingo 5 de junio de 1904, bajo la denominación de "Nacional Foot Ball Club".

### Génesis fundacional
En el ocaso del siglo XIX, los programas de estudio en los colegios no contemplaban dicha disciplina. Pero una vez implementados los llamados "Ejercicios Físicos" como parte del desarrollo integral del alumno, el profesor-atleta William Paats hizo lo suyo incentivando el aprendizaje y perfeccionamiento de varios estilos deportivos, buscando despertar el interés de sus dirigidos a fin de adquirir salud física y mental.
Imbuidos de entusiasmo, los jóvenes de Asunción rápidamente abrazaron un novedoso juego: el football. Don William trató de imponer el cricket; sin embargo, la atención juvenil se volcó hacia el football, siendo justamente ellos los responsables de su inusitada expansión posterior. Varios entes educacionales prontamente formaron sus respectivos teams como el "Colegio de los Salesianos", la "Escuela de Derecho" y la "Escuela Normal de Maestros", dirigido este por el mismo William Paats. La sociabilidad y unión entre compañeros iban fomentándose alrededor del football.
El "Centro Estudiantil del Colegio Nacional" recibía a través de sus integrantes informaciones de países como Chile, Argentina, Uruguay y Brasil donde había ya por doquier clubs que practicaban el football por desafío. Paralelamente, Asunción despertaba de su letargo con la aparición de nucleaciones análogas, como los clubes "Nacional de Regatas El Mbiguá" (martes 6 de mayo de 1902) y "Olimpia Foot Ball Club" (domingo 25 de julio de 1902).
Entonces, la generalizada idea de FUNDAR una sociedad aglutinante para compañeros y amigos que ya venían ensayando el novel sport se convirtió en un proyecto que trascendería los límites del predio colegial, a fin de desafiar a quienes les cruzaran el camino.
El Colegio Nacional de la Capital funcionaba en aquel entonces en el actual Colegio Nacional "Asunción Escalada" (Iturbe esq. Presidente Franco); la reunión fundacional de los deliberantes se llevaría a cabo a escasas ocho cuadras del colegio: calle Brasil Nro. 142 casi Asunción (hoy Mariscal López), domicilio de don Ángel María Molinas, padre del alumno Ángel Molinas (h).
La catarata de ansiedad, propia de los jóvenes, los indujo a cometer un "garrafal error". A la 1 PM del domingo 5 de junio de 1904, hora de la "sagrada siesta", irrumpieron bulliciosamente en la vivienda de la "Familia Molinas". Lógicamente fueron "invitados" a retirarse de la casa por un lapso prudencial y esperar el momento adecuado para concretar la reunión de tan acariciado propósito.
Con una mezcla de recogimiento y frustración, la estudiantina tomó la calle caminando en confusa dirección. Más prontamente fue atraída por la protectora sombra del elegante yvapovõ, que hasta el presente se yergue en la misma esquina de la casa ya demolida. Tal vez el paternal árbol los impregnó de magia y sabiduría, porque, instintivamente, lo adoptaron como lugar propicio para deliberar posturas y escudriñar ideas que convirtieran la anhelada fundación de la "sociedad sportiva" en una obra tangible. Así, el yvapovo pasó a ser el símbolo del club.
Cuando ya todo quedó acordado, volvieron a la casa-habitación, y siendo las 2.45 PM se inicia la reunión con sus mayores, definiendo pautas y normas a establecer. Era el GÉNESIS de una bella realidad.
El escribano Roque Encina, padre del estudiante Roque Encina (h), se encontraba ya a esas horas presente, pues una buena amistad lo unía al dueño de casa.
Los jóvenes, al instante, ponen en conocimiento de sus decisiones a los señores nombrados y ambos toman la batuta. Se labra el acta correspondiente en un pequeño cuaderno colegial, donde plasman lo resuelto por los "albinos imberbes e irreverentes", quienes no superaban el segundo curso (14 años de edad), aunque destinados estaban a protagonizar un hito en la historia de nuestro football.
Los "chicos" que integraban el equipo de football en el colegio, más otros compañeros atraídos por la novedad, ya formaban un "ente" sin nombre ni fundación. Nada formal. Pero sí había un cúmulo de deseo y entusiasmo expansivo y en total desorden.
La consigna era la de formar un buen cuadro de football que midiera sus habilidades frente a los avezados dirigidos de Paats. Tanto empeño han puesto en sus ensayos que el mismo don William, al notar el fervor de los aprendices, les sugirió que fundaran un club. En la medida que hacían progresos en la práctica y técnica del juego, la confianza fue ganando terreno, y como consecuencia lógica, surge el anhelo de convertirse en institución con presencia y relevancia.
Y es así como, al labrar el acta aquel domingo de junio, dejan constancia de que la "sociedad" ya existía antes de la fundación. Sus bienes consistían en dos balones y dos arcos (cuatro pares de goal) comprados en Buenos Aires. Quedó pendiente la adquisición del "libro de reglamentos del juego de football".
Los "miembros" depositaron su confianza y sus mínimas contribuciones en el compañero Alejandro Doldán, quien fue una especie de "tesorero mbarete" y caudillo de la "sociedad fantasma".

### Guillermo Stewart
El Dr. Guillermo Stewart (1830-1916) nació en Inglaterra. Médico de profesión, llegó al Paraguay en 1858. Formó familia en Asunción con Venancia Triay. Fue médico de cabecera de Carlos A. López y de su hijo Francisco S. López. En muchos reportajes narró los detalles de la Triple Alianza que le tocó vivir como los tribunales de San Fernando. Apoyó el "football" que practicaban los estudiantes. Fue socio honorario vitalicio del Nacional Football Club. Su quinta sirvió de field al gremio deportivo y fue la primera cancha de la Academia.

### El primer equipo
Para formar el team de los "ejercicios físicos", fue necesaria la unión de 11 menudos uniformados que en sus ratos de ocio daban patadas a los cuatro puntos cardinales.
Estos compañeros incorporaron a otros amigos que sintonizaban la misma melodía. Se multiplicaba la masa de enjundiosos peloteros para desembocar en la fundación del club. Esa pléyade de cracks que irregularmente jugaban antes de que se fundara el club estaba constituida por las siguientes "estrellas del firmamento":
- Arquero: Alejandro Doldán
- Defensas: Fernando Fernández Urdapilleta, Saúl Fernández Urdapilleta
- Medios Campistas: Adolfo Viveros, Julio Teodoro Decoud y Sergio Mazó.
- Delanteros: Irenarco Candia, Blas Gutiérrez (h), Angel Molinas (h), Roque Encina (h) y Pedro Cáceres

### Los fundadores del club
El acta de fundación del club reza así:

En la ciudad de Asunción, capital de la República del Paraguay, a los cinco días del mes de junio de mil novecientos cuatro, los señores cuyos nombres se detallan abajo se reúnen a objeto de cambiar ideas para la formación de una sociedad cuyo objeto sería fomentar los "ejercicios físicos" y especialmente el football. Y siempre así de idea general, se resolvió constituir la asociación que debiera perseguir fines indicados.

Angel Molinas (h)

Maximiliano Cardozo

Pedro Cáceres

Adolfo Viveros

Fernando Fernández Urdapilleta

Carlos Frutos

Manuel Viveros

Irenarco Candia

Roque Encina (h)

Sergio Mazó

Octaviano Rivarola

Pedro Galli Valdovinos

Víctor A. Paredes Gómez

Julio Teodoro Decoud

Alejandro Doldán

Blas Gutiérrez (h)

Raúl Pereira O.
PROTECTORES
Sr. Ángel María Molinas (Dueño de casa)
y Sr. Roque Encina (Escribano)

### El primer uniforme y sus cambios
Desde siempre, tuvo el mismo uniforme, incluso antes de la fundación. Para formalizar esa costumbre hecha "ley", el día martes 10 de abril de 1906, en el acta XII, se dejó constancia de la regularización de los colores que consistía en una "disfrazada imitación" del uniforme colegial. Es decir: blusa blanca de mangas largas, pantalón blanco con cinto negro, gorro negro, media negra y bota para el efecto. Así era la originaria vestimenta del Nacional Foot Ball Club, cuya raíz medular estaba impregnada del alma de los fundadores, academicista e intelectual.
La camiseta sufrió pequeños cambios a lo largo de la historia del club. Nacional cambia la casaca blanqui-verde por la remera alba con la banderita paraguaya, todas obsequiadas por el Club Nacional de Football de Uruguay al presidente Pedro Larán. Desde esa fecha el club conserva la casaca alba como su primer indumentaria.

### El nombre del club
Ya fundado el club, increíblemente, se omitió la denominación del mismo, tal vez, fruto de la alegría y del ensueño anestésico y obnubilador, propio de los entusiasmos desbordados. Así, ese crucial detalle fue detectado 15 días después de la fundación, por lo que se resolvió convocar a una asamblea extraordinaria para el día domingo 19 de junio de 1904 en el mismo local del Colegio Nacional para tratar el caso y formalizar una solución al espinoso tema.
Al respecto, el acta III, con meridiana claridad, describe:

"...se puso a discusión el nombre que definitivamente debe llevar la sociedad, después de largas discusiones se procedió a la elección, resultando, por mayoría de votos, denominar la sociedad bajo el título de...

NACIONAL FOOTBALL CLUB!!

después de lo cual se levantó la sesión de la asamblea".

### Una carta histórica
Cargado de nostalgia y poesía, uno de los fundadores del Nacional Foot Ball Club dejó un testimonio de extraordinario valor histórico. Dicha misiva fue publicada por la prensa escrita paraguaya en la década de 1940 y su rescate vale para los curiosos e historiadores. La carta expresa el siguiente contenido:

Las impresiones recibidas en la niñez se conservan con nitidez, lo que dura la vida. Es así como llevo en el recuerdo, vivo, latente uno de los acontecimientos más gratos a mi corazón, la fundación del Club Nacional. Fundación de una entidad cuyas proyecciones en la vida del deporte las presentimos, poniendo desde un comienzo a su servicio nuestra fe y entusiasmo y nuestro pequeño acervo material incondicionalmente.

Los fundadores fuimos niños, socios, jugadores, tomando la responsabilidad de hombres. Niños vistiendo pantalones largos. Conservo con precisión cada uno de los incidentes, hasta recordando frases pronunciadas por cada uno en los debates. Recuerdo hasta los trajes que vestíamos, el salón señorial de la casa de Don Ángel María Molinas, con retratos y decorados antiguos en la sala donde entramos con tal respeto que se debía hablar en voz baja. El entusiasmo requería expansión, espacio vital, se debía discutir. Cambiamos nuestro sitio de debate, fuimos a parar bajo la sombra de un frondoso yvapovõ de la calle Brasil y Mariscal López, que sigue viviendo para los que sobrevivimos al tiempo, con los mejores recuerdos de nuestra juventud. Todos éramos menores de 15 años, pero dueños de los destinos de la institución que nacía al calor de nuestro entusiasmo juvenil, supimos comportarnos como personas responsables. El acta de la fundación, redactada por mi padre, el escribano público Don Roque Encina, que llevamos en un cuaderno escolar, fue el acto más trascendente.

Yo presidí la reunión y el dueño de casa Sr. Ángel María Molinas dio lectura del acta de fundación, serían más o menos las 3 de la tarde del 5 de junio de 1904...

### Los comienzos (1904-1908)
El Club Nacional, localizado en el populoso vecindario de Barrio Obrero, Asunción, es la cuna de grandes futbolistas del Paraguay. Le dicen "el club más querido" del Paraguay debido a que es reconocido como "el segundo equipo" con el que simpatizan seguidores de otros clubes.
De ese pasado glorioso emerge, como llama votiva, el surgimiento de un futbolista excepcional, histórico, el más grande que haya dado su país: Arsenio Erico. Club Nacional acunó a Erico y lo proyectó a la fama. Fue un lapso muy corto el que jugó en el club tricolor y enseguida pasó al fútbol argentino, donde descolló en Independiente.
De aquel ayer borroso, romántico y triunfal resaltan también los seis campeonatos de Primera División obtenidos por la divisa blanca con vivos rojos, blancos y azules. Y el honor de haber sido uno de los cinco clubes fundadores de la Liga Paraguaya (hoy Asociación).
Once adolescentes, que formaban con lo justo un equipo de fútbol, firmaron el acta de fundación del "Nacional Football Club" a las 5 de la tarde del 5 de junio de 1904, en una casona de Brasil N.º 142. Eligieron a un casi niño, Víctor Paredes Gómez, como primer presidente. Su nombre y escudo tricolor son un homenaje de sus fundadores al "Colegio Nacional de la Capital", donde cursaban sus estudios. Su primera camiseta era de rayas verticales blancas y verdes, pasando a la actual tricolor.

### Primeros títulos (1909-1941)
El club Nacional tuvo un buen paso desde el comienzo pero recién pudo conseguir su primer título en 1909, lo cual repitió en 1911, logrando su segundo campeonato de Primera División, esta vez ya de modo invicto. 
Así mismo, en 1910 el plantel de reserva, nombrado Nacional B gana la primera edición del torneo de la Segunda División denominado en homenaje al donante: Copa Intendencia Municipal, sin embargo por disposiciones del reglamento, este equipo no pudo ascender, dado que en esencia era parte del mismo club ya existente en Primera División, por lo que el vicecampeón Sol de América ocupó su puesto. Siguieron luego sus cosechas de buenas temporadas en 1918 no llega al título pero termina en la segunda posición, lo mismo ocurriría tres años después. El 23 de febrero de 1923, estrena su camiseta alba actual, las cuales fueron obsequiadas por el Club Nacional de Football de Montevideo, en un amistoso frente al Olimpia.
En 1924 volvió a salir campeón; en la temporada siguiente Olimpia le impidió repetir la conquista, y en 1926 salió campeón de nuevo. En 1927 quedó en segundo lugar. En la década del años 1930 no tuvo logros relevantes.

### El retorno de Arsenio Erico y las Plaquetas (1942-1961)

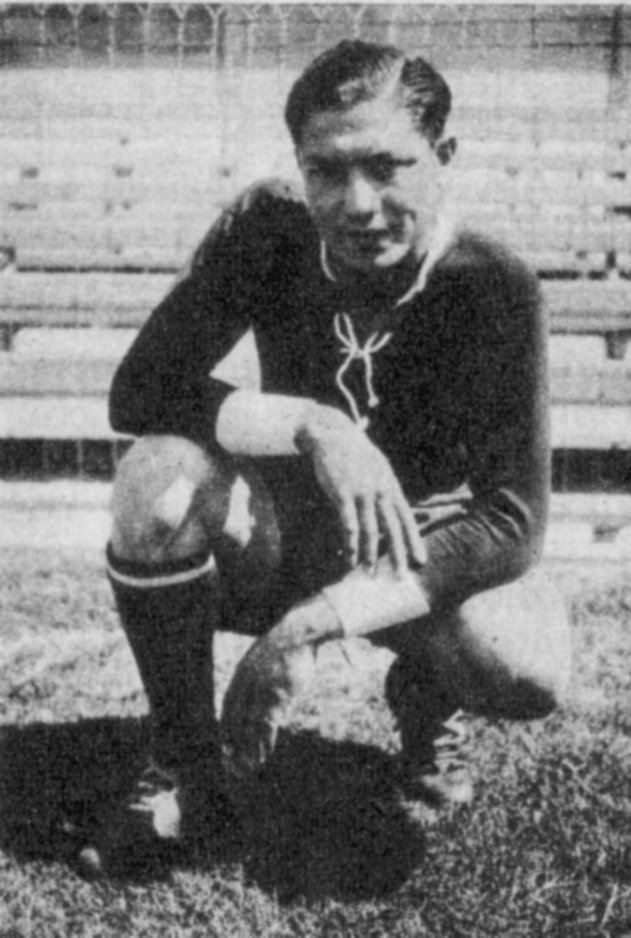
El Gran Arsenio Erico, jugador insignia del club

En 1942, Arsenio Erico volvía a la institución que lo vio nacer después de meter más de 300 goles en Independiente de Avellaneda, y lo hacía de la mejor manera ganando el campeonato. 
En 1942 el club gana el primer torneo llamado Plaqueta Millington Drake, una competencia oficial organizada por la entonces L.P.F. antes del inicio del campeonato anual. Este logro el club lo repitió en 1944, 1945 y 1946 (tricampeón), por lo que comparte el sitial más elevado del mismo junto a Olimpia, pues ambos acumularon 4 conquistas cada uno; en total se jugó 11 veces, hasta 1953.
En 1946 el Huracán de Argentina compra a Erico y va hasta 1948, regresando a su país ese año para en 1949 terminar en segundo puesto con Nacional, retirándose del fútbol profesional. En los 50' la Academia tampoco pudo ganar un campeonato.

### La sombra del segundo puesto (1962-1981)
Después de una década, Nacional pensaba que iba a volver a consagrarse, pero tal cosa no ocurrió, quedando en el segundo puesto en 1962, detrás de Olimpia. En 1964 volvió a terminar como escolta pero esta vez acompañado por su vecino, Cerro Porteño. El campeón fue el Club Guaraní. En 1978 desciende por primera vez en su historia a la Segunda División. No obstante su retorno no se hizo esperar pues al año siguiente gana el torneo de ascenso con mucha diferencia ante sus rivales.

### Primeras participaciones en la Libertadores (1982-1988)
Desde 1980 el campeón y el vicecampeón iban a la Copa Libertadores y como Nacional termina segundo en el '82, va a la Copa Libertadores 1983.
En esa edición no logra pasar la primera ronda donde termina tercero. Era el grupo Paraguay-Uruguay del que se clasificó su homónimo charrúa, el Club Nacional de Football, siendo también eliminado Olimpia. Nacional empató dos, con Olimpia 0-0 y Montevideo Wanderers 1-1; ganó uno, ante Olimpia 2-1, y perdió tres.
En 1985, bajo la presidencia de José Luis Cuevas, consiguen el vicecampeonato, logro que lo adjudica para participar en la Copa Libertadores 1986 donde fue curiosa la experiencia, porque el grupo era Paraguay-Venezuela pero el Estudiantes de Mérida y el Deportivo Táchira no jugaron debido a que la FVF estaba suspendida por la FIFA. Sin embargo, el trico pierde los dos partidos frente a Olimpia y queda fuera de carrera.
En 1988 desciende por segunda vez a la Segunda División, para retornar al año siguiente a Primera División.

### Los altibajos (1989-2004)
En 1989, como en la temporada 1979, gana el título de la categoría Intermedia (Segunda División) y sube a la principal. Allí se mantiene sin mayor éxito hasta que en 1998 vuelve a sufrir por tercera vez el sinsabor del descenso. Y así como se ha dado en otras dos ocasiones a lo largo de su historia, regresa en 2004 al alzarse con el título de la División Intermedia del año anterior.

### La confirmación de Heroico (2005-2008)
En 2005 comienza a dar fruto un ambicioso proyecto al terminar tercero en la tabla acumulada del año con lo cual ingresa a la Copa Libertadores 2006. En el repechaje de aquella Copa jugó con el Universitario de Perú con el que empata en Paraguay 2-2. En la revancha disputada en Lima no logra hacer ningún gol y queda eliminado por la regla del valor doble del gol como visitante.
En la temporada 2006 culmina a mitad de tabla del acumulativo. En el campeonato de 2007 continúa promediando las puntuaciones, acabando 5.º en el acumulado, siendo lo más destacado la gran actuación de Fabio Ramos que se convirtió en el goleador del año con 25 tantos.
La temporada 2008 sería diferente para Nacional cuando en el torneo Apertura logra el vicecampeonato con 45 puntos, 7 más que el 3.º Cerro Porteño y 12 menos que el campeón Libertad. El goleador de ese torneo fue otra vez un jugador de Nacional, Fabio Escobar con 13 anotaciones. En el Clausura termina 5.º lo que le permitió sumar los puntos suficientes en el acumulado como para clasificarse al repechaje de la Copa Libertadores 2009.

### La gloria después de 63 años (2009-2013)
A comienzos de año sorprende Nacional con un marcador histórico en la Copa Libertadores 2009 al ganarle a El Nacional de Ecuador, como visitante en la altura de Quito, por 5-0 con tres goles de Jorge Daniel Núñez. Una semana después, en Asunción, empata 3-3 con otros dos de Núñez y clasifica a la segunda fase.
En ella no le fue tan bien al terminar último por detrás de Nacional de Uruguay, San Martín de Porres de Perú y River Plate de Argentina. Sin embargo, se destacan la victoria  ante los argentinos en Paraguay por 4-2, resultado que eliminó al cuadro rioplatense, como asimismo el segundo puesto en la tabla de goleadores de Jorge Núñez, con 7 tantos, a uno del máximo goleador Mauro Boselli, del campeón Estudiantes de La Plata.
En simultáneo a la Copa, Nacional jugaba el Torneo Apertura donde terminó tercero a 10 puntos del campeón, su vecino Cerro Porteño. 
En el Torneo Clausura 2009 al fin le tocaría a Nacional disfrutar de las mieles del éxito tras largos años de sufrida espera. De la mano del entrenador  Ever Hugo Almeida promoviendo jugadores de la cantera como Marcos Riveros ,Marcos Melgarejo entre otros comandado por el histórico capitán Denis Caniza y el experimentado Raúl la muralla Piris Peleando palmó a palmo con el siempre bien armado Libertad poderoso económicamente.En la penúltima fecha, luego de perder con Libertad por 2 a 1, dicho resultado ponía a ambos con el mismo puntaje en la cima de la tabla. De este modo, en la última fecha Nacional se consagró por medio de la combinación menos pensada pues no le pudo ganar a Olimpia (0-0) mientras que Libertad para sorpresa de todos perdió 1-0 con Tacuary, del que se decía que iba a dejarse derrotar por el gumarelo debido a la gran relación entre los dos clubes.
Se rompió una racha de 63 años sin títulos algunos en el club 
La gran mayoría de los hinchas fanáticos de este club nunca habían visto salir campeón a su club pero llegó el tan ansiado título número séptimo en la historia del club !!! en  !! Así, Nacional volvió a gritar campeón por séptima vez en la Primera División después de más de seis décadas.
En 2011, el conjunto académico, esta vez bajo la conducción técnica de Juan Manuel Battaglia, revalidó el título logrado dos años atrás al coronarse nuevamente campeón del fútbol paraguayo, por octava ocasión en la historia, y simultáneamente se consagró como uno de los Campeones del Bicentenario. Su principal competidor en la lucha por el primer puesto fue Olimpia, el cual llegó a sacar una considerable ventaja de puntos al inicio del torneo.
El 10 de junio del 2013 se consagró campeón por novena vez del fútbol paraguayo marcando un nuevo récord histórico al lograr el título faltando 4 fechas para la culminación del Torneo Apertura. El equipo académico fue dirigido por el joven entrenador Gustavo Morínigo.

### Final en la Copa Libertadores (2014) y finales en la Copa Paraguay (2022 y 2024)
En el año 2014 Nacional inscribió su nombre en las páginas doradas del fútbol sudamericano llegando por primera vez en su historia a la final de la Copa Libertadores de América, convirtiéndose en el segundo equipo paraguayo en lograr esta hazaña, junto con Olimpia
Clasificó como segundo en su grupo junto al actual campeón Atlético Mineiro y dejando atrás a Santa Fe de Colombia y Zamora de Venezuela, en octavos eliminó al mejor primero de la fase de grupos Vélez Sarsfield y Arsenal de Sarandi en cuartos de final, en semifinales superó a Defensor Sporting de Uruguay y en la final se enfrentó San Lorenzo de Almagro empatando 1-1 en el primer partido con un agónico gol de Julio Santa Cruz en el minuto final, la vuelta se jugó en el Estadio Nuevo Gasómetro donde el cuadro argentino se impuso por 1-0 con un gol de penal de Néstor Ortigoza. Su técnico Gustavo Morínigo se convirtió con esto en el segundo nacido en Paraguay en disputar la final de dicho torneo.
En 2017 disputó la Copa Conmebol Sudamericana 2017 donde pese a no tener un gran semestre en el ámbito local, logró llegar a cuartos de final. En el certamen superó a Cruzeiro de Brasil, Olimpia de Paraguay y Estudiantes de La Plata de Argentina; y quedó eliminado frente al cuadro que terminaría más tarde como campeón de la Copa, Independiente de Avellaneda.
En el año 2022, Nacional luego de una campaña pobre en los últimos años en la Primera División de Paraguay, la academia logró llegar a la final de la cuarta edición de la Copa Paraguay. Se enfrentó ante el Club Sportivo Ameliano. Él encuentro términó 1-1 llevando el partido a la tanda de penales donde la academia fue derrotada 4-3. Ese mismo año el tricolor terminó en la 3.° posición del torneo clausura de la Primera División luego de una buena campaña de parte de la academia. En 2024, Nacional llegó a su segunda final de Copa Paraguay pero nuevamente fue derrotado 1-0 por el club Libertad.

## Estadio
La edificación es vecina de los de Atlántida, Cerro Porteño y Sol de América (antigua cancha).

### Las primeras canchas
La primera cancha que el Nacional Foot Ball Club usufructuó como propia fue la quinta de Higinio Uriarte, un extenso solar en Tacumbú, donde sus propietarios permitían su libre uso para las expansiones familiares de fin de semana; así fuesen paseos, picnics, cabalgata o cualquier otra actividad costumbre de la época. También la quinta de José Bazzano, instalada en el mismo lugar, cumplía igual papel.
La famosa "Quinta Stewart" (España y Salinares, hoy Perú) donde el Nacional Foot Ball Club jugó memorables partidos de campeonato.
En esta cancha obtuvo los campeonatos de 1909 y 1911 (¡¡Invicto!!).
Paralelamente seguían utilizando según el caso los campos de juego de la ciudad, que usufructuaron antes de la fundación, como los bajos del Cabildo y la Plaza de Armas, lugar preferido de la estudiantina asuncena.
Gracias a su cercanía a la ciudad, a partir del día viernes 1 de junio de 1906 en adelante el Nacional Foot Ball Club usufructuó como field la quinta del Dr. Guillermo Stewart, ubicada sobre la calle Salinares (hoy Perú) casi España. En el primer torneo oficial organizado por la LPF (1906), jugó como local en ese lugar. Allí se mantuvo hasta el fallecimiento del médico, héroe de la Triple Alianza, Guillermo Stewart, caballero inglés, protector insigne del Nacional Foot Ball Club.
A partir de ahí el club deambuló por la periferia de Asunción, pero esa es la segunda parte de la breve historia de las canchas y que nos ocupará en otros párrafos.

### La Garra Alba
La hinchada tricolor si bien era participativa en la intermedia bajo el comando de Reinaldo, redisente en el Barrio Santa Librada, gran hincha tricolor que demostró durante esos años anteriores liderazgo y compromiso con la camiseta haciéndose cargo el de los trapos y organizando la hinchada, si bien no muy numerosa, a finales de llamada "La Garra Alba" se fundó cuando Nacional regresó a la primera división en 2004 por hinchas fanáticos en una bodega ubicada sobre la Avenida Cacique Lambare en donde dichos fanáticos se reunían habitualmente a beber y comentar sobre el andar deportivo de la institución.

## Uniforme

#### Titular
| 2012-13 | 2014 | 2015 | 2017 |

| 2018 | 2019 | 2020 | 2021 |

| 2022 | 2023 | 2024 |

#### Visita
| 2012-13 | 2014 | 2015 | 2017 |

| 2018 | 2019 | 2020 | 2021 |

| 2022 | 2023 | 2024 |

## Jugadores

### Históricos
Debutaron en Primera en Nacional:
- Arsenio Erico
- Heriberto Herrera
- Manuel Fleitas Solich
- Juan Manuel Battaglia
- Cecilio Martínez
- Roberto Acuña
- Hugo Ricardo Talavera
- Marcos Miers
- Fabio Ramos
- Raúl Román
- Lorenzo Espinoza
- Carlos Báez Vargas
- Gerardo González Aquino

Otros jugadores históricos
- Mario César Jacquet
- Adolfino Cafetería
- Francisco Alcaraz
- Néstor Isasi
- Félix Torres
- Óscar Cardozo
- Denis Caniza
- Gustavo Morínigo
- Germán Cano
- Ignacio Don

### Jugadores destacados
- Óscar Cardozo (2004–2006)
- Roberto Nanni (2016–2018)

### Jugadores Internacionales no sudamericanos
- Zé Turbo (2019)

## Entrenadores
- Daniel Raschle (julio 2008 – junio 2009)
- Ever Hugo Almeida (junio 2009 – abril 2010)
- Juan Manuel Battaglia (abril 2010 – diciembre 2011)
- Javier Torrente (enero 2012 – abril 2012)
- Gustavo Morínigo (abril 2012 – marzo 2015)
- Daniel Raschle (marzo – septiembre 2015)
- Juan Manuel Battaglia (septiembre – octubre 2015)
- Ricardo Dabrowski (noviembre 2015 – febrero 2016)
- Hernán Lisi (marzo – abril 2016)
- Mario Jacquet (abril – junio 2016)
- Pablo Caballero (julio 2016 – septiembre 2016)
- Ever Hugo Almeida (septiembre 2016 – marzo 2017)
- Roberto Torres (marzo – noviembre 2017)
- Celso Ayala (noviembre 2017 – noviembre 2018)
- Fernando Gamboa (noviembre 2018 – enero 2019)
- Hugo Caballero (febrero – marzo 2019)
- Aldo Bobadilla (marzo – septiembre 2019)
- Francisco Arce (septiembre – diciembre 2019)
- Roberto Torres (enero 2020 – septiembre 2020)
- Hernán Rodrigo López (septiembre 2020-marzo de 2022)
- Pedro Sarabia (marzo de 2022-agosto de 2023)
- Juan Pablo Pumpido (agosto 2023-marzo de 2024)
- Víctor Bernay (1 de abril de 2024-2 de febrero de 2025)
- Pedro Sarabia (3 de febrero de 2025-)

## Datos del club
Actualizado a la temporada 2022
- Temporadas en 1.ª: 105[19]
- Temporadas en 2.ª: 7
- Mejor puesto en 1.ª: Campeón.
- Peor puesto en 1.ª: Último (1988, 2015).
- Campeonatos:  9.
- Subcampeonatos: 9.
- Dirección: 9° proyectada entre Caballero y Paraguarí (Barrio Obrero), Asunción.
- Personería jurídica: N°

## Palmarés

### Torneos nacionales (13)
| Torneos nacionales oficiales       | Torneos nacionales oficiales                                               | Torneos nacionales oficiales                                 |
| Competición                        | Títulos                                                                    | Subcampeonatos                                               |
| ---------------------------------- | -------------------------------------------------------------------------- | ------------------------------------------------------------ |
| Primera división de Paraguay (9/9) | 1909, 1911 (Invicto), 1924, 1926, 1942, 1946, 2009 (C), 2011 (A), 2013 (A) | 1918, 1921, 1949, 1962, 1964, 1982, 1985, 2008 (A), 2012 (C) |
| Copa Paraguay (0/2)                |                                                                            | 2022, 2024                                                   |
| Segunda División de Paraguay (4/1) | 1910, 1979, 1989, 2003                                                     | 1999                                                         |
| Plaqueta Millington Drake (4/0)    | 1942, 1944, 1945, 1946                                                     |                                                              |

### Torneos internacionales
| Torneos internacionales oficiales  | Torneos internacionales oficiales | Torneos internacionales oficiales |
| Competición                        | Títulos                           | Subcampeonatos                    |
| ---------------------------------- | --------------------------------- | --------------------------------- |
| Copa Libertadores de América (0/1) |                                   | 2014                              |
| Torneos internacionales amistosos  |                                   |                                   |
| Competición                        | Título                            | Subcampeonatos                    |
| Copa Santo Tomás                   | 2013                              |                                   |
| Copa Acerera                       | 2013                              |                                   |

## Participaciones Internacionales

### Oficiales
| Torneo                            | Ediciones                                                         |
| --------------------------------- | ----------------------------------------------------------------- |
| Copa Libertadores de América (11) | 1983, 1986, 2006, 2009, 2010, 2012, 2014, 2019, 2023, 2024, 2025. |
| Copa Sudamericana (9)             | 2011, 2013, 2015, 2017, 2018, 2020, 2021, 2022, 2024.             |

### Amistosos
- Copa Verano (1): 2005.
- Copa Bimbo (1): 2010.
- Copa Jam Velayat (1): 2011.
- Copa Santo Tomás (1): 2013.
- Copa Acerera (1): 2013.

### Copa Libertadores de América
Leyenda: PJ: Partidos jugados; PG: Partidos ganados; PE: Partidos empatados; PP: Partidos perdidos; GF: Goles a favor; GC: Goles en contra; Dif.: Diferencia de goles.
| Año   | Ronda          | Posición     | PJ           | PG           | PE           | PP           | GF           | GC           | DIF          | PTS          | Goleador (es)                      | Director Técnico       |
| ----- | -------------- | ------------ | ------------ | ------------ | ------------ | ------------ | ------------ | ------------ | ------------ | ------------ | ---------------------------------- | ---------------------- |
| 1960  | No clasificó   | No clasificó | No clasificó | No clasificó | No clasificó | No clasificó | No clasificó | No clasificó | No clasificó | No clasificó | No clasificó                       | No clasificó           |
| 1961  | No clasificó   | No clasificó | No clasificó | No clasificó | No clasificó | No clasificó | No clasificó | No clasificó | No clasificó | No clasificó | No clasificó                       | No clasificó           |
| 1962  | No clasificó   | No clasificó | No clasificó | No clasificó | No clasificó | No clasificó | No clasificó | No clasificó | No clasificó | No clasificó | No clasificó                       | No clasificó           |
| 1963  | No clasificó   | No clasificó | No clasificó | No clasificó | No clasificó | No clasificó | No clasificó | No clasificó | No clasificó | No clasificó | No clasificó                       | No clasificó           |
| 1964  | No clasificó   | No clasificó | No clasificó | No clasificó | No clasificó | No clasificó | No clasificó | No clasificó | No clasificó | No clasificó | No clasificó                       | No clasificó           |
| 1965  | No clasificó   | No clasificó | No clasificó | No clasificó | No clasificó | No clasificó | No clasificó | No clasificó | No clasificó | No clasificó | No clasificó                       | No clasificó           |
| 1966  | No clasificó   | No clasificó | No clasificó | No clasificó | No clasificó | No clasificó | No clasificó | No clasificó | No clasificó | No clasificó | No clasificó                       | No clasificó           |
| 1967  | No clasificó   | No clasificó | No clasificó | No clasificó | No clasificó | No clasificó | No clasificó | No clasificó | No clasificó | No clasificó | No clasificó                       | No clasificó           |
| 1968  | No clasificó   | No clasificó | No clasificó | No clasificó | No clasificó | No clasificó | No clasificó | No clasificó | No clasificó | No clasificó | No clasificó                       | No clasificó           |
| 1969  | No clasificó   | No clasificó | No clasificó | No clasificó | No clasificó | No clasificó | No clasificó | No clasificó | No clasificó | No clasificó | No clasificó                       | No clasificó           |
| 1970  | No clasificó   | No clasificó | No clasificó | No clasificó | No clasificó | No clasificó | No clasificó | No clasificó | No clasificó | No clasificó | No clasificó                       | No clasificó           |
| 1971  | No clasificó   | No clasificó | No clasificó | No clasificó | No clasificó | No clasificó | No clasificó | No clasificó | No clasificó | No clasificó | No clasificó                       | No clasificó           |
| 1972  | No clasificó   | No clasificó | No clasificó | No clasificó | No clasificó | No clasificó | No clasificó | No clasificó | No clasificó | No clasificó | No clasificó                       | No clasificó           |
| 1973  | No clasificó   | No clasificó | No clasificó | No clasificó | No clasificó | No clasificó | No clasificó | No clasificó | No clasificó | No clasificó | No clasificó                       | No clasificó           |
| 1974  | No clasificó   | No clasificó | No clasificó | No clasificó | No clasificó | No clasificó | No clasificó | No clasificó | No clasificó | No clasificó | No clasificó                       | No clasificó           |
| 1975  | No clasificó   | No clasificó | No clasificó | No clasificó | No clasificó | No clasificó | No clasificó | No clasificó | No clasificó | No clasificó | No clasificó                       | No clasificó           |
| 1976  | No clasificó   | No clasificó | No clasificó | No clasificó | No clasificó | No clasificó | No clasificó | No clasificó | No clasificó | No clasificó | No clasificó                       | No clasificó           |
| 1977  | No clasificó   | No clasificó | No clasificó | No clasificó | No clasificó | No clasificó | No clasificó | No clasificó | No clasificó | No clasificó | No clasificó                       | No clasificó           |
| 1978  | No clasificó   | No clasificó | No clasificó | No clasificó | No clasificó | No clasificó | No clasificó | No clasificó | No clasificó | No clasificó | No clasificó                       | No clasificó           |
| 1979  | No clasificó   | No clasificó | No clasificó | No clasificó | No clasificó | No clasificó | No clasificó | No clasificó | No clasificó | No clasificó | No clasificó                       | No clasificó           |
| 1980  | No clasificó   | No clasificó | No clasificó | No clasificó | No clasificó | No clasificó | No clasificó | No clasificó | No clasificó | No clasificó | No clasificó                       | No clasificó           |
| 1981  | No clasificó   | No clasificó | No clasificó | No clasificó | No clasificó | No clasificó | No clasificó | No clasificó | No clasificó | No clasificó | No clasificó                       | No clasificó           |
| 1982  | No clasificó   | No clasificó | No clasificó | No clasificó | No clasificó | No clasificó | No clasificó | No clasificó | No clasificó | No clasificó | No clasificó                       | No clasificó           |
| 1983  | Fase de grupos | 18° (21)     | 6            | 1            | 2            | 3            | 6            | 12           | -6           | 4            | Almada: 2                          | S/D                    |
| 1984  | No clasificó   | No clasificó | No clasificó | No clasificó | No clasificó | No clasificó | No clasificó | No clasificó | No clasificó | No clasificó | No clasificó                       | No clasificó           |
| 1985  | No clasificó   | No clasificó | No clasificó | No clasificó | No clasificó | No clasificó | No clasificó | No clasificó | No clasificó | No clasificó | No clasificó                       | No clasificó           |
| 1986  | Fase de grupos | 19° (19)     | 2            | 0            | 0            | 2            | 2            | 5            | -3           | 0            | Almada y Martínez: 1               | S/D                    |
| 1987  | No clasificó   | No clasificó | No clasificó | No clasificó | No clasificó | No clasificó | No clasificó | No clasificó | No clasificó | No clasificó | No clasificó                       | No clasificó           |
| 1988  | No clasificó   | No clasificó | No clasificó | No clasificó | No clasificó | No clasificó | No clasificó | No clasificó | No clasificó | No clasificó | No clasificó                       | No clasificó           |
| 1989  | No clasificó   | No clasificó | No clasificó | No clasificó | No clasificó | No clasificó | No clasificó | No clasificó | No clasificó | No clasificó | No clasificó                       | No clasificó           |
| 1990  | No clasificó   | No clasificó | No clasificó | No clasificó | No clasificó | No clasificó | No clasificó | No clasificó | No clasificó | No clasificó | No clasificó                       | No clasificó           |
| 1991  | No clasificó   | No clasificó | No clasificó | No clasificó | No clasificó | No clasificó | No clasificó | No clasificó | No clasificó | No clasificó | No clasificó                       | No clasificó           |
| 1992  | No clasificó   | No clasificó | No clasificó | No clasificó | No clasificó | No clasificó | No clasificó | No clasificó | No clasificó | No clasificó | No clasificó                       | No clasificó           |
| 1993  | No clasificó   | No clasificó | No clasificó | No clasificó | No clasificó | No clasificó | No clasificó | No clasificó | No clasificó | No clasificó | No clasificó                       | No clasificó           |
| 1994  | No clasificó   | No clasificó | No clasificó | No clasificó | No clasificó | No clasificó | No clasificó | No clasificó | No clasificó | No clasificó | No clasificó                       | No clasificó           |
| 1995  | No clasificó   | No clasificó | No clasificó | No clasificó | No clasificó | No clasificó | No clasificó | No clasificó | No clasificó | No clasificó | No clasificó                       | No clasificó           |
| 1996  | No clasificó   | No clasificó | No clasificó | No clasificó | No clasificó | No clasificó | No clasificó | No clasificó | No clasificó | No clasificó | No clasificó                       | No clasificó           |
| 1997  | No clasificó   | No clasificó | No clasificó | No clasificó | No clasificó | No clasificó | No clasificó | No clasificó | No clasificó | No clasificó | No clasificó                       | No clasificó           |
| 1998  | No clasificó   | No clasificó | No clasificó | No clasificó | No clasificó | No clasificó | No clasificó | No clasificó | No clasificó | No clasificó | No clasificó                       | No clasificó           |
| 1999  | No clasificó   | No clasificó | No clasificó | No clasificó | No clasificó | No clasificó | No clasificó | No clasificó | No clasificó | No clasificó | No clasificó                       | No clasificó           |
| 2000  | No clasificó   | No clasificó | No clasificó | No clasificó | No clasificó | No clasificó | No clasificó | No clasificó | No clasificó | No clasificó | No clasificó                       | No clasificó           |
| 2001  | No clasificó   | No clasificó | No clasificó | No clasificó | No clasificó | No clasificó | No clasificó | No clasificó | No clasificó | No clasificó | No clasificó                       | No clasificó           |
| 2002  | No clasificó   | No clasificó | No clasificó | No clasificó | No clasificó | No clasificó | No clasificó | No clasificó | No clasificó | No clasificó | No clasificó                       | No clasificó           |
| 2003  | No clasificó   | No clasificó | No clasificó | No clasificó | No clasificó | No clasificó | No clasificó | No clasificó | No clasificó | No clasificó | No clasificó                       | No clasificó           |
| 2004  | No clasificó   | No clasificó | No clasificó | No clasificó | No clasificó | No clasificó | No clasificó | No clasificó | No clasificó | No clasificó | No clasificó                       | No clasificó           |
| 2005  | No clasificó   | No clasificó | No clasificó | No clasificó | No clasificó | No clasificó | No clasificó | No clasificó | No clasificó | No clasificó | No clasificó                       | No clasificó           |
| 2006  | Primera Fase   | 33° (38)     | 2            | 0            | 2            | 0            | 2            | 2            | 0            | 2            | Centurión (e/c) y Moisela (e/c): 1 | S/D                    |
| 2007  | No clasificó   | No clasificó | No clasificó | No clasificó | No clasificó | No clasificó | No clasificó | No clasificó | No clasificó | No clasificó | No clasificó                       | No clasificó           |
| 2008  | No clasificó   | No clasificó | No clasificó | No clasificó | No clasificó | No clasificó | No clasificó | No clasificó | No clasificó | No clasificó | No clasificó                       | No clasificó           |
| 2009  | Fase de grupos | 20° (38)     | 8            | 2            | 2            | 4            | 15           | 15           | 0            | 8            | Jorge Núñez: 7                     | Daniel Raschle         |
| 2010  | Fase de grupos | 28° (40)     | 6            | 1            | 0            | 5            | 3            | 10           | -7           | 3            | Miranda, Paniagua y Beltrán: 1     | S/D                    |
| 2011  | No clasificó   | No clasificó | No clasificó | No clasificó | No clasificó | No clasificó | No clasificó | No clasificó | No clasificó | No clasificó | No clasificó                       | No clasificó           |
| 2012  | Fase de grupos | 28° (38)     | 6            | 1            | 1            | 4            | 6            | 13           | -7           | 4            | Germán Cano: 2                     | Javier Torrente (5 PD) |
| 2013  | No clasificó   | No clasificó | No clasificó | No clasificó | No clasificó | No clasificó | No clasificó | No clasificó | No clasificó | No clasificó | No clasificó                       | No clasificó           |
| 2014  | Subcampeón     | 2° (38)      | 14           | 5            | 5            | 4            | 15           | 15           | 0            | 20           | Torales y Orué: 3                  | Gustavo Morínigo       |
| 2015  | No clasificó   | No clasificó | No clasificó | No clasificó | No clasificó | No clasificó | No clasificó | No clasificó | No clasificó | No clasificó | No clasificó                       | No clasificó           |
| 2016  | No clasificó   | No clasificó | No clasificó | No clasificó | No clasificó | No clasificó | No clasificó | No clasificó | No clasificó | No clasificó | No clasificó                       | No clasificó           |
| 2017  | No clasificó   | No clasificó | No clasificó | No clasificó | No clasificó | No clasificó | No clasificó | No clasificó | No clasificó | No clasificó | No clasificó                       | No clasificó           |
| 2018  | No clasificó   | No clasificó | No clasificó | No clasificó | No clasificó | No clasificó | No clasificó | No clasificó | No clasificó | No clasificó | No clasificó                       | No clasificó           |
| 2019  | Primera Fase   |              | 2            | 0            | 0            | 2            | 1            | 5            | -4           | 1            |                                    |                        |
| 2020  | No clasificó   | No clasificó | No clasificó | No clasificó | No clasificó | No clasificó | No clasificó | No clasificó | No clasificó | No clasificó | No clasificó                       | No clasificó           |
| 2021  | No clasificó   | No clasificó | No clasificó | No clasificó | No clasificó | No clasificó | No clasificó | No clasificó | No clasificó | No clasificó | No clasificó                       | No clasificó           |
| 2022  | No clasificó   | No clasificó | No clasificó | No clasificó | No clasificó | No clasificó | No clasificó | No clasificó | No clasificó | No clasificó | No clasificó                       | No clasificó           |
| 2023  | Segunda Fase   |              | 4            | 2            | 0            | 2            | 7            | 8            | -1           | 6            | Mathías Martínez: 2                | Pedro Sarabia          |
| 2024  | Tercera Fase   |              | 6            | 4            | 0            | 2            | 10           | 4            | 6            | 12           | Diego Duarte: 2                    | Juan Pablo Pumpido     |
| 2025  | Primera Fase   |              | 2            | 0            | 1            | 1            | 2            | 4            | -2           | 1            | Caballero y Gaona: 1               | Pedro Sarabia          |
| Total | 11/68          |              | 58           | 16           | 13           | 29           | 69           | 93           | -24          | 62           | Jorge Núñez: 7                     | N/A                    |

### Copa Sudamericana
Leyenda: PJ: Partidos jugados; PG: Partidos ganados; PE: Partidos empatados; PP: Partidos perdidos; GF: Goles a favor; GC: Goles en contra; Dif.: Diferencia de goles.
| Año   | Ronda            | Posición     | PJ           | PG           | PE           | PP           | GF           | GC           | DIF          | PTS          | Goleador (es)                                       | Director Técnico                 |
| ----- | ---------------- | ------------ | ------------ | ------------ | ------------ | ------------ | ------------ | ------------ | ------------ | ------------ | --------------------------------------------------- | -------------------------------- |
| 2002  | No clasificó     | No clasificó | No clasificó | No clasificó | No clasificó | No clasificó | No clasificó | No clasificó | No clasificó | No clasificó | No clasificó                                        | No clasificó                     |
| 2003  | No clasificó     | No clasificó | No clasificó | No clasificó | No clasificó | No clasificó | No clasificó | No clasificó | No clasificó | No clasificó | No clasificó                                        | No clasificó                     |
| 2004  | No clasificó     | No clasificó | No clasificó | No clasificó | No clasificó | No clasificó | No clasificó | No clasificó | No clasificó | No clasificó | No clasificó                                        | No clasificó                     |
| 2005  | No clasificó     | No clasificó | No clasificó | No clasificó | No clasificó | No clasificó | No clasificó | No clasificó | No clasificó | No clasificó | No clasificó                                        | No clasificó                     |
| 2006  | No clasificó     | No clasificó | No clasificó | No clasificó | No clasificó | No clasificó | No clasificó | No clasificó | No clasificó | No clasificó | No clasificó                                        | No clasificó                     |
| 2007  | No clasificó     | No clasificó | No clasificó | No clasificó | No clasificó | No clasificó | No clasificó | No clasificó | No clasificó | No clasificó | No clasificó                                        | No clasificó                     |
| 2008  | No clasificó     | No clasificó | No clasificó | No clasificó | No clasificó | No clasificó | No clasificó | No clasificó | No clasificó | No clasificó | No clasificó                                        | No clasificó                     |
| 2009  | No clasificó     | No clasificó | No clasificó | No clasificó | No clasificó | No clasificó | No clasificó | No clasificó | No clasificó | No clasificó | No clasificó                                        | No clasificó                     |
| 2010  | No clasificó     | No clasificó | No clasificó | No clasificó | No clasificó | No clasificó | No clasificó | No clasificó | No clasificó | No clasificó | No clasificó                                        | No clasificó                     |
| 2011  | Segunda Fase     | 18° (39)     | 4            | 1            | 2            | 1            | 4            | 6            | -2           | 5            | Rodrigo Teixeira: 2                                 | Juan Manuel Battaglia            |
| 2012  | No clasificó     | No clasificó | No clasificó | No clasificó | No clasificó | No clasificó | No clasificó | No clasificó | No clasificó | No clasificó | No clasificó                                        | No clasificó                     |
| 2013  | Segunda Fase     | 28° (47)     | 4            | 0            | 3            | 1            | 1            | 2            | -1           | 3            | Silvio Torales: 1                                   | Gustavo Morínigo                 |
| 2014  | No clasificó     | No clasificó | No clasificó | No clasificó | No clasificó | No clasificó | No clasificó | No clasificó | No clasificó | No clasificó | No clasificó                                        | No clasificó                     |
| 2015  | Segunda Fase     | 18° (47)     | 4            | 2            | 0            | 2            | 5            | 4            | +1           | 6            | Teixeira, Colmán, Riveros, Montenegro y Argüello: 1 | Daniel Raschle                   |
| 2016  | No clasificó     | No clasificó | No clasificó | No clasificó | No clasificó | No clasificó | No clasificó | No clasificó | No clasificó | No clasificó | No clasificó                                        | No clasificó                     |
| 2017  | Cuartos de final | 8° (54)      | 8            | 3            | 2            | 3            | 9            | 12           | -3           | 11           | Bareiro y Caballero: 2                              | Roberto Torres                   |
| 2018  | Segunda Fase     | -            | 4            | 1            | 2            | 1            | 2            | 3            | -1           | 5            | Santacruz y Vieyra: 1                               | Celso Ayala                      |
| Total | 4/15             | 46° (180)    | 24           | 7            | 9            | 8            | 21           | 27           | -6           | 30           | Rodrigo Teixeira: 3                                 | Battaglia, Morínigo y Raschle: 4 |

### Distinciones
- Galardón de la Gran Noche del Deporte (1): 2004.[20]
- Emisión Postal en su Centenario (1): 2004.
- Cheque de Campeones (1): C 2009.